# Palais Prinz-Carl
Le Palais Prinz-Carl de Munich est un édifice de style néoclassique construit en 1804-1806. Il était aussi connu comme Palais Salabert et Pavillon Royal, d'après ses anciens propriétaires. Il est situé dans le centre historique, près du Finanzgarten.

## Description
Le palais Prinz-Carl a été planifié en 1803 par le jeune architecte Karl von Fischer pour l'Abbé Pierre de Salabert, un ancien professeur du roi Maximilien Ier de Bavière. À la mort de l'Abbé Salabert, en 1807, Maximilien Joseph a acquis le bâtiment. Après sa mort en 1825, son fils, Louis Ier de Bavière, le donna à son frère le Prince Charles (Prinz Carl). Après le décès de Carl, le Palais a servi comme mission Diplomatique de l'Autriche-Hongrie à partir de 1876. Enfin, en 1924, il est devenu la résidence des Ministres-Présidents de Bavière.